# Honiatycze (Ukraina)
Honiatycze (ukr. Гонятичі) – wieś na Ukrainie, na terenie obwodu lwowskiego, w rejonie stryjskim (do 2020 roku w rejonie mikołajowskim).
Wieś prawa wołoskiego, położona była w pierwszej połowie XV wieku w ziemi lwowskiej województwa ruskiego. Wieś jest wzmiankowana w 1502 roku, kiedy król Aleksander Jagiellończyk zwalnia mieszkańców ze wszystkich obowiązków na rzecz grodu lwowskiego.
Pod koniec XVII wieku ks. Konstanty Mrozowicki, archidiakon lwowski w Honiatyczach, swoich dobrach prestymonialnych, wybudował pałac, jako rezydencję prałacką „... wystawioną ad commodum prałatów.”  Wedle opisu z 1722 r. miał on charakter obronny, stał „..na kępie, wodą stawową oblewany”, do niego „mostów trzy drewnianych, z dylów, z poręczami, osobliwie most od Bramy; na tym moście zwód z łańcuchami żelaznymi i kółko żelazne na środku w górze, o ogniwach kilku.” „Na bramie Baszteczka, w której znajduje się: śmigowic starych nro 4, hakownic nro 3, strzelby ręcznej, staroświeckiej, lontowej, sztuk nro 12, szufla do armaty. W Bramie armatka żelazna, z łożem i kołkami; do Baszteczki drzwi dębiowe, z Wrzeciążem i skoblem.” Uzbrojony był również strych, gdzie „...harmatka jedna była mosiężna, którą Jmć P. Mrozowicki, synowiec nieboszczyka Jmci ks. Archidiakona, nie wiedzieć quo praetextu wziął.”
Za II RP w powiecie lwowskim (województwo lwowskie). Od 1 sierpnia 1934 należała do gminy Czerkasy.
Obecnie Honiatycze liczą ok. 220 mieszkańców.